# Lignerolles, Orne
Lignerolles är en kommun i departementet Orne i regionen Normandie i nordvästra Frankrike. Kommunen ligger i kantonen Tourouvre som tillhör arrondissementet Mortagne-au-Perche. År 2018 hade Lignerolles 162 invånare.

## Befolkningsutveckling
Antalet invånare i kommunen Lignerolles
| Referens: INSEE |